# Brezenreiter

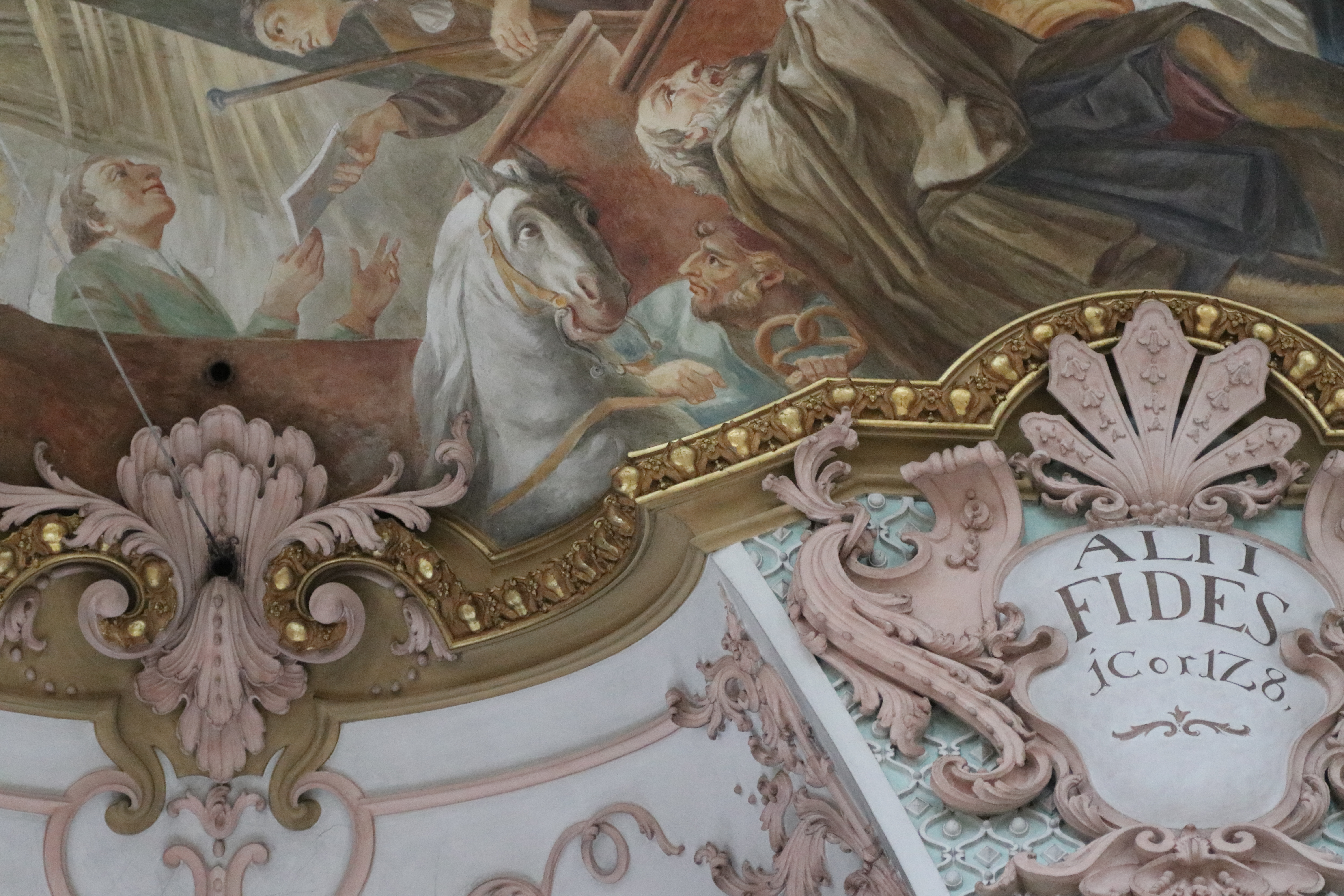
Ausschnitt aus dem Deckenfresko der Heilig-Geist-Kirche mit dem Brezenreiter und seinem Schimmel

Der Brezenreiter ist eine historische Figur der Münchner Stadtgeschichte. Er ist in der Heilig-Geist-Kirche in München in einem Deckenfresko der Brüder Asam dargestellt.

## Geschichte
Am 12. Juli 1318 wurde von Burkhard Wadler, einem einflussreichen und wohlhabenden Kaufmann und Münchner Bürger, und seiner Frau Heilwig die „Wadler-Spende“ ins Leben gerufen, eine der ersten historischen und namentlich erwähnten weltlichen Stiftungen in München. Das Ehepaar Wadler war aus dem Salzhandel zu einem beachtlichen Vermögen gekommen. Aus den Einnahmen seiner Saline in Hall in Tirol und den Pachteinnahmen seiner Münze stiftete es 63 Pfund Pfennige an das Heilig-Geist-Spital in München, das 1208 von Ludwig dem Kelheimer als Spital für Arme und Kranke gegründet worden war. Mit dieser Spende „auf ewig Gült“ konnten nun die Armen im Spital einmal pro Woche zusätzlich gespeist werden, eine weitere Sonderspeisung erfolgte einmal jährlich.
Einmal pro Jahr sollten jedoch auch die anderen Armen in München etwas von der Spende haben: So waren drei Pfund Pfennige der Stiftung für eine jährliche Brezenspende vorgesehen. Ein Brezenreiter zog einmal jährlich nachts auf einem Schimmel, damit man ihn besser sehen konnte, durch München. Um ihn auch besser zu hören, waren drei Hufeisen gelockert. Mit den Worten „Ihr jung und alte Leut, geht’s hin zum Heiligen Geist, wo’s die Wadler Pretzen geit!“ rief er die Münchner zur Brezenspende vor Heilig Geist zusammen. Einige Brezen, die er während seines Ritts verteilen konnte, hatte er bereits dabei. Etwa 3000 Brezen wurden so in München jährlich an die Bürger ausgegeben. Ursprünglich fand der Ritt des Brezenreiters wahrscheinlich am Festtag des Evangelisten Johannes (27. Dezember) statt. Als der letzte der Familie Wadler in der Nacht zu einem 1. Mai verstarb, wurde der Ritt auf diese Nacht verlegt. Ab Mitternacht ritt der Brezenreiter durch die Stadt, und bis 12 Uhr mittags konnten die Brezen im Heilig-Geist-Spital abgeholt werden.
Der Brauch hielt sich knapp ein halbes Jahrtausend. Als dem Brezenreiter im Jahre 1801 seine mitgeführten Brezen ausgingen, waren die Münchner so erzürnt, dass sie den armen Reiter vom Pferd zogen und verprügelten. Dies hatte zur Folge, dass der Ritt des Brezenreiters im folgenden Jahr durch den Münchner Stadtrat abgeschafft wurde und in Vergessenheit geriet. Die Brezenspende bestand weiter, wurde aber nur noch per Aushang angekündigt, und die Austeilung begann erst um 5 Uhr morgens.

## Darstellung in der Kunst
Im restaurierten mittleren Deckenfresko des Hauptschiffes der Heilig-Geist-Kirche am Viktualienmarkt befindet sich eine bildliche Darstellung des Breznreiters. Ein Mann mit Breze, der dem Schimmel tief in die Augen blickt. Die bewegte Szene bildet ein kleines Detail am linken Rand des Deckenfreskos von Cosmas Damian Asam aus dem Jahre 1727, das die Gründung des Heilig-Geist-Spitals darstellt.

## Brezenreiterglocke

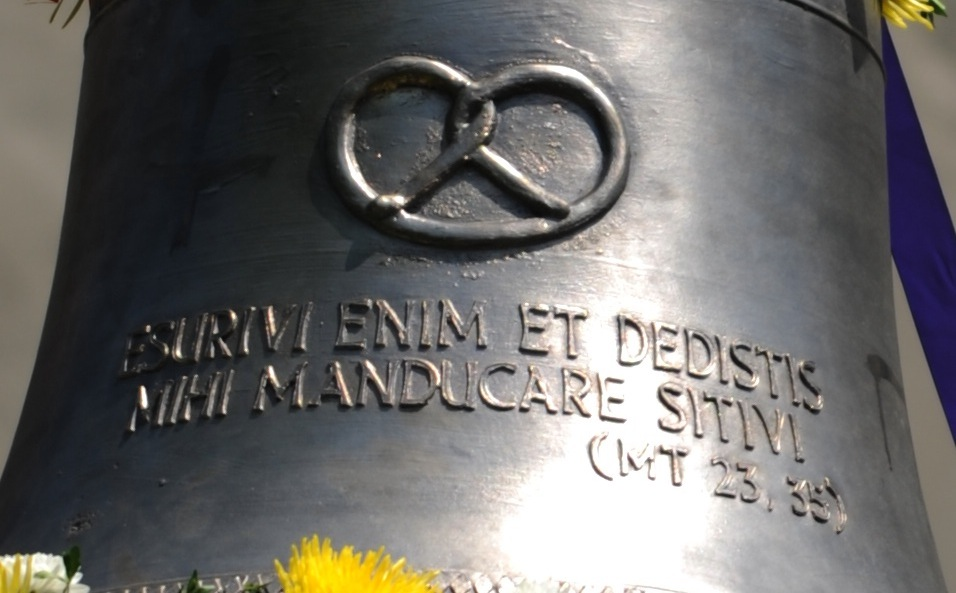
Die Brezenreiterglocke vor dem hinaufziehen in die Glockenstube.

Zur Erinnerung an die mittelalterliche Tradition des Brezenreiters des Heilig-Geist-Spitals wurde die am 27. Mai 2012 neu hinzugekommene vierte Glocke für das Geläut der Heilig-Geist-Kirche die Brezenreiterglocke genannt. Auf der Glocke ist eine große Breze und folgende Inschrift eingegossen: ESURIVI ENIM ET DEDISTIS MIHI MANDUCARE SITIVI (Mt 25,35 : „Denn ich war hungrig und ihr habt mir zu essen gegeben; ich war durstig“). Am oberen Rand der Glocke findet sich noch der Text; MÜNCHEN HL. GEIST.

## Wiederbelebung des Brauchs
2004 hatte John Mullarney († 19. Juli 2009) die Idee, den Brezenreiter wieder auftreten zu lassen, um für die Restaurierung der Orgel der Heilig-Geist-Kirche zu sammeln. Ein erster Auftritt des Brezenreiters fand am 1. Mai 2005 statt, organisiert von dem Veranstalter Weis(s)er Stadtvogel im Rahmen seiner historischen Stadtführungen in Zusammenarbeit mit der Bäckerei Rischart.
Da dieser Auftritt jedoch der historischen Figur nur wenig entsprach, organisierte John Mullarney anlässlich des 849. Stadtgeburtstages im Jahr 2007 gemeinsam mit Tobias Hörl und Matthias Puschnig selbst einen Auftritt des Brezenreiters. Dieser Auftritt stand unter der Schirmherrschaft von Oberbürgermeister Christian Ude und wurde von dem Tourismusamt der Stadt München unterstützt. Zum Auftritt des Brezenreiters komponierte Hans Kröll den Brezenreiter-Marsch, Alice Morgenstern schuf den Text dazu. Aufgrund der großen Resonanz wird der Auftritt des Brezenreiters seither jedes Jahr wiederholt.
Zum 850. Stadtgeburtstag und 800-jährigen Bestehen des Heilig-Geist-Stifts im Jahr 2008 war der Ritt des Brezenreiters mit der Salzmaut verbunden, einer Spendensammelaktion, die der Münchner Sozialstiftung zugutekam. Seitdem wirbt der Brezenreiter jedes Jahr am Münchner Stadtgeburtstag für eine Spendenaktion zugunsten wechselnder Sozialeinrichtungen.